# Hot Shot!
Hot Shot! (1991)
Hot Shots!là một bộ phim hài với các diễn viên: Charlie Sheen spoof, Cary Elwes, Valeria Golino, Lloyd Bridges, Kevin Dunn và Jon Cryer. Nó được đạo diễn bởi Jim Abrahams, và đã được viết bởi Abrahams và Pat Proft.
Nội dung khá vui nhộn với những cảnh quay hài hước xen lẫn châm biếm với những con người hậu đậu, ngờ nghệch.
Với kinh phí khoảng 26 triệu USD, bộ phim đã thu về 181 triệu USD và mặc dù là một bộ phim nhái nhưng nó đã được 81% điểm bình chọn trên trang Rotten Tomatoes